# Edwin Ray Guthrie
Edwin Ray Guthrie (1886-1959) va ésser un psicòleg estatunidenc.
Defensà el principi associatiu de la contigüitat o condicionament simultani com a llei fonamental de l'aprenentatge. A partir de Guthrie prenen gran volada els models estadístics d'aquest aprenentatge.